# Ruzzo Reuss
Heinrich Ruzzo Reus von Plauen (født 24. maj 1950 i Luzern, død 29. oktober 1999 i Stockholm) var en tysk prins og landskabsarkitekt.
Han blev i 1992 gift med det tidligere ABBA-medlem Anni-Frid Lyngstad i Hørsholm Kirke.
Ruzzo Reuss døde i 1999 af kræft.
1. ↑  Navnet er anført på engelsk og stammer fra Wikidata hvor navnet endnu ikke findes på dansk.
2. ↑  Navnet er anført på engelsk og stammer fra Wikidata hvor navnet endnu ikke findes på dansk.
3. ↑  Navnet er anført på engelsk og stammer fra Wikidata hvor navnet endnu ikke findes på dansk.